# Afroneta snazelli
Afroneta snazelli là một loài nhện trong họ Linyphiidae. Loài này được phát hiện ở Ethiopia.